# گابی مولر
گابی مولر (انگلیسی: Gabi Müller؛ زادهٔ ۲۱ نوامبر ۱۹۷۴) قایقران کایاک، و قایقران کانو اهل سوئیس است.